# Terrina

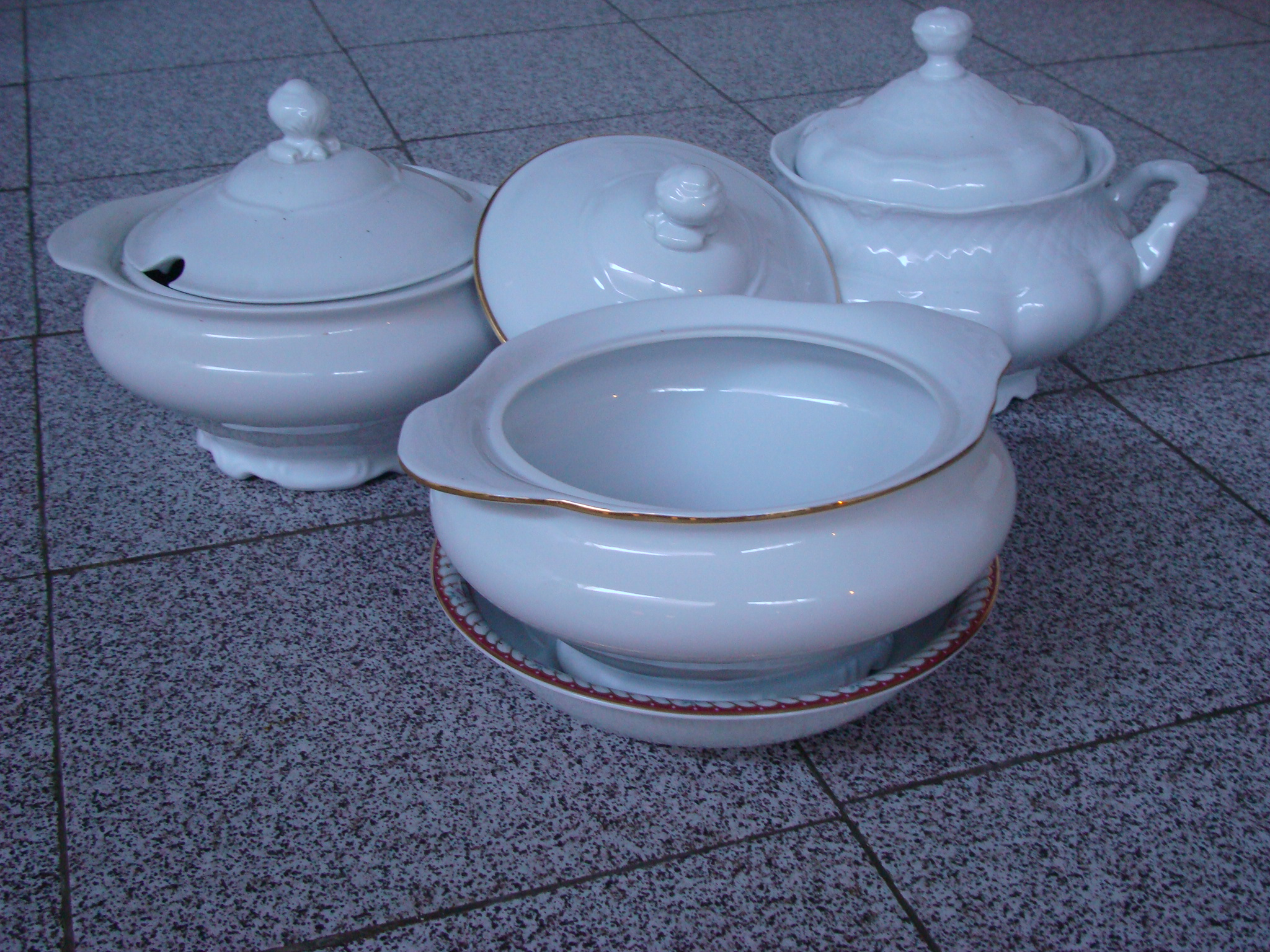
Terrina de Porcelana. utensílio culinário

Terrina é um recipiente geralmente com tampa em forma de panela, também chamada de sopeira, normalmente é ornamentada e feita de vários materiais como o metal, esmalte, louça, porcelana ou cerâmica, para servir a sopa à mesa.
Pode fazer parte dum serviço de jantar e também é apresentada como arte em muitos museus com terrinas de prata ou ouro que fizeram parte de serviços da antiga nobreza europeia. Alguns restaurantes servem a sopa em terrinas mais simples, geralmente de alumínio.
A sopa é retirada da terrina para os pratos ou tigelas normalmente com uma concha.